# Rocca Orsini
La Rocca Orsini est un château situé dans la ville de Scurcola Marsicana, province de L'Aquila, dans les Abruzzes.